# Friedhof Dötlingen
Der Friedhof Dötlingen befindet sich in der Gemeinde Dötlingen im niedersächsischen Landkreis Oldenburg.
Der Begräbnisplatz für die Verstorbenen aus der evangelischen Kirchengemeinde Dötlingen liegt im Nordwesten des Dorfes, nordwestlich der ev.-luth. St. Firminuskirche zwischen der Straße Zur Loh im Norden und dem Goldbergsweg (= Kreisstraße K 341) im Süden. Der kirchliche Friedhof mit einer Mittelallee aus Linden hat eine Fläche von 2,362 ha, er ist ca. 220 m lang und maximal ca. 90 m breit.

## Geschichte
- Der Friedhof wurde 1897 angelegt und in demselben Jahr erstmals belegt. Die Friedhofskapelle am nördlichen Rand des Friedhofs wurde 1964 errichtet.[2]

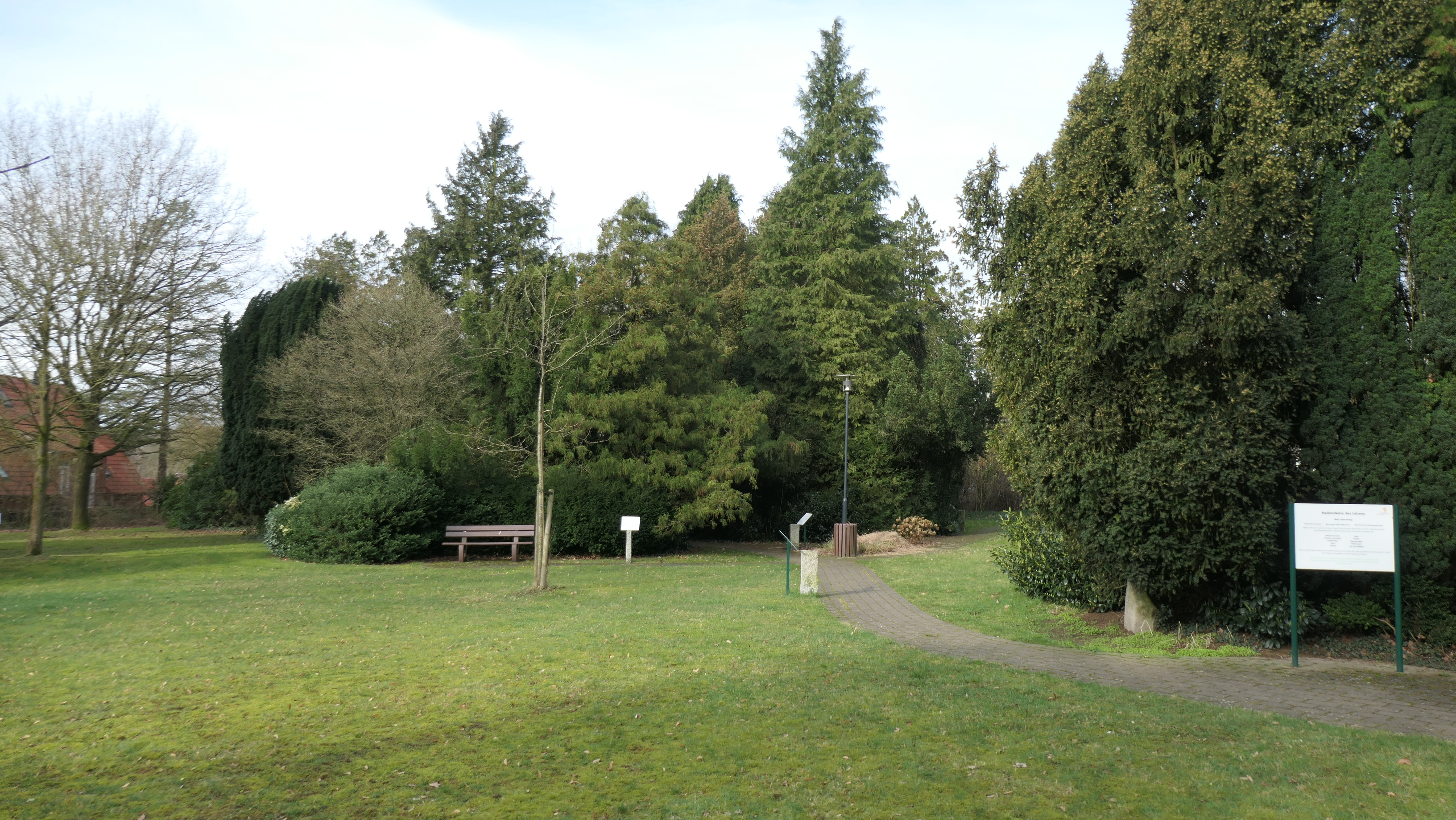
Alter Friedhof in Dötlingen an der Straße Butzenbarg (2024)

- Vorgänger-Friedhof war ein alter Friedhof östlich der Kirche ((Lage)). An seinem westlichen Rand verläuft die Straße Butzenbarg. Der Friedhof wurde 2017 als Parkgelände mit einem „Weg des Lebens“ in Form von Meilensteinen mit Gedankenanstößen neu gestaltet.[3][4]

## Besonderheiten
- Die Grabstätten der Maler Georg Müller vom Siel (1965–1939)[5] und August Kaufhold (1884–1955) und der Malerin Marie Stumpe (1877–1946) befinden sich auf dem Friedhof (Siehe auch Künstlerkolonie Dötlingen#Georg Müller vom Siel und Künstlerkolonie Dötlingen#Marie Stumpe).

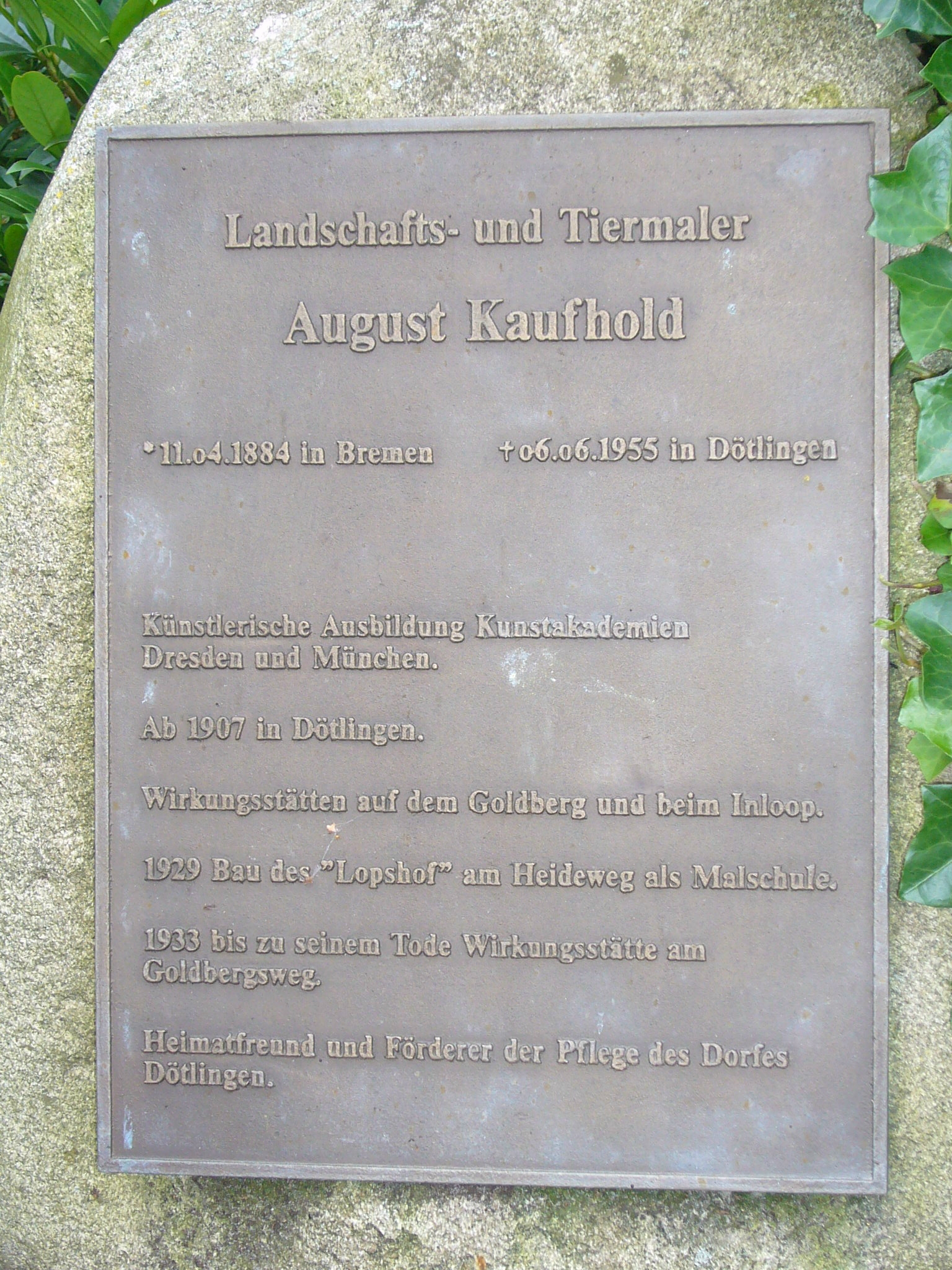
Grabstätte August Kaufhold
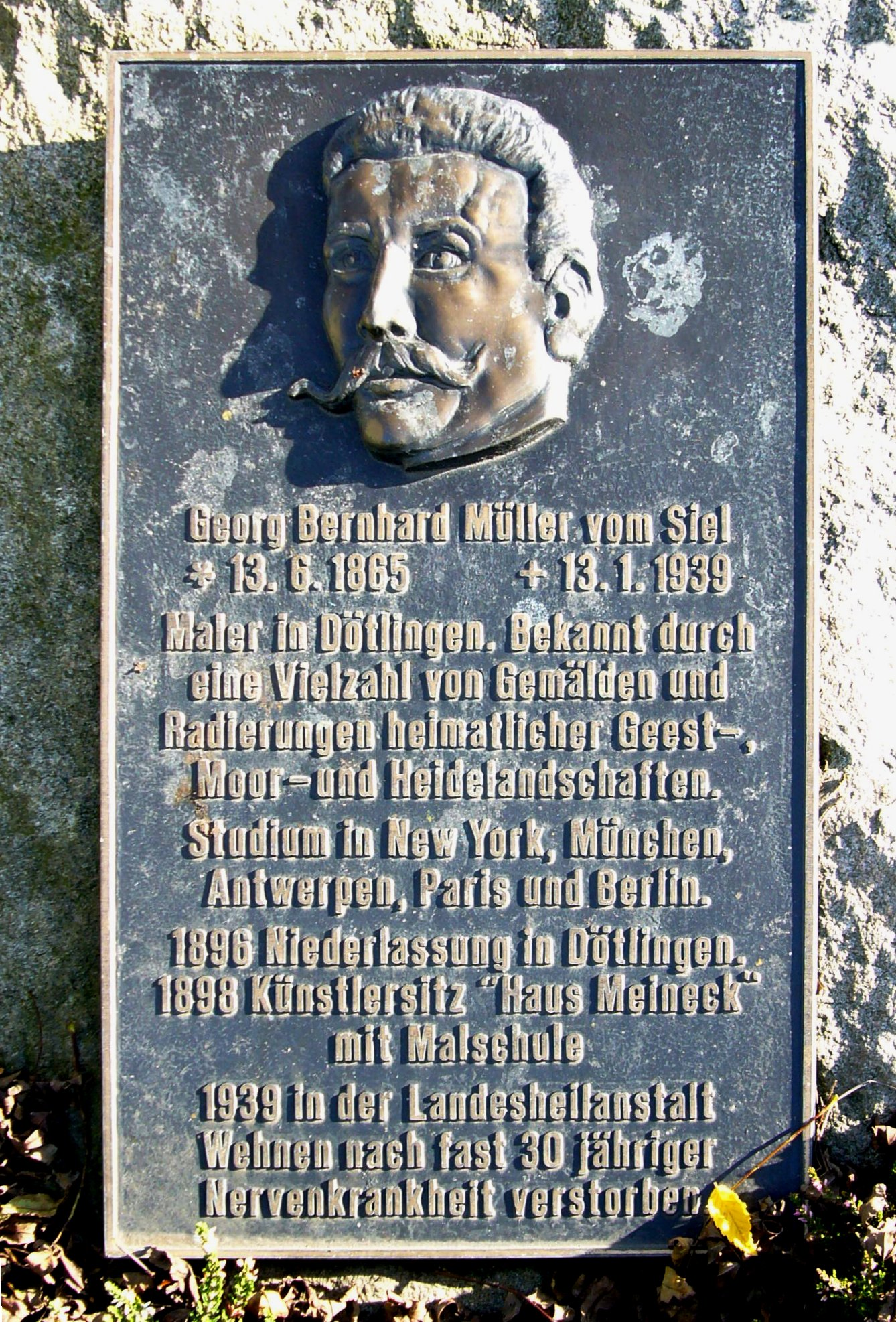
Grabstätte Georg Müller vom Siel
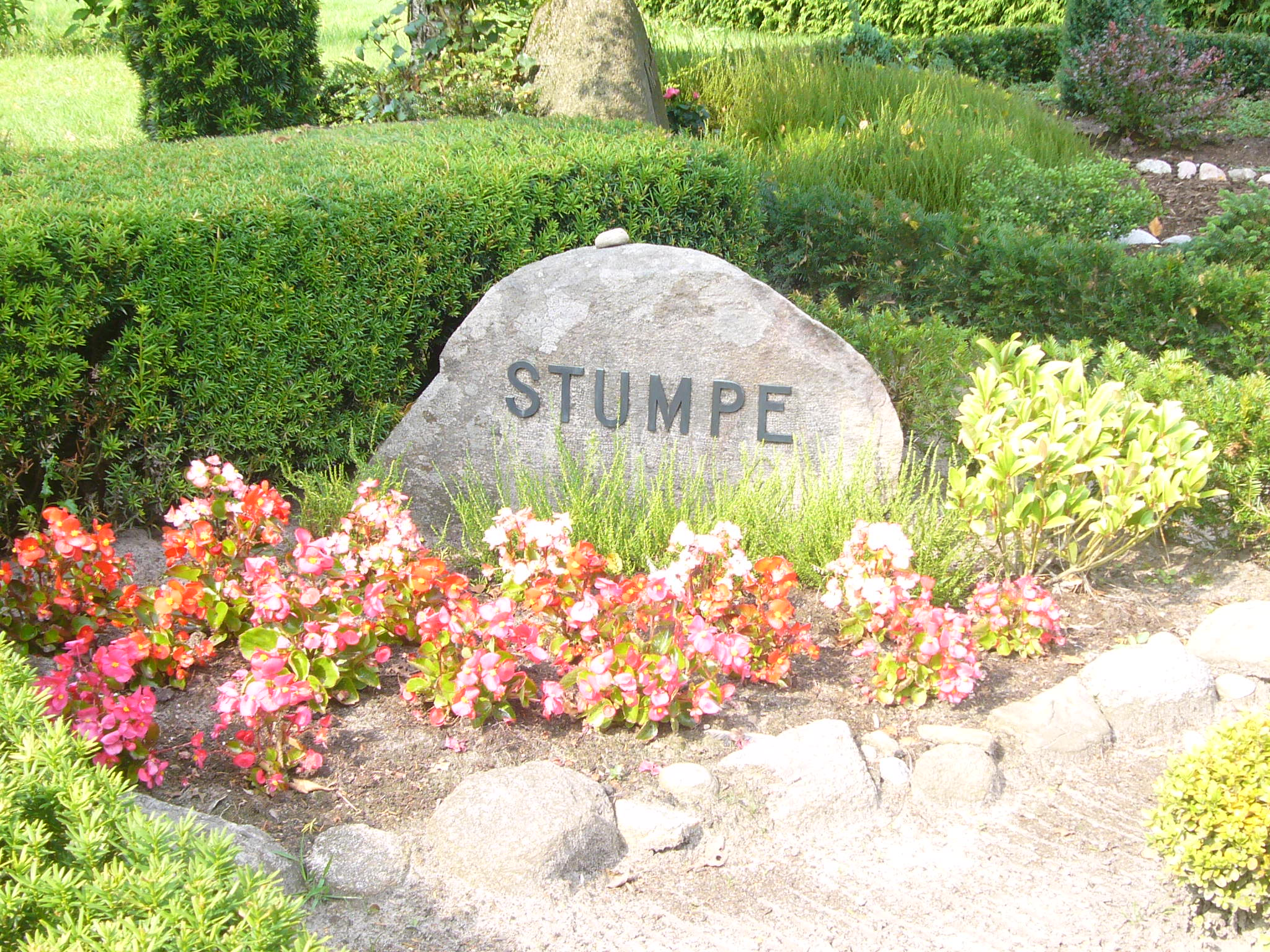
Grabanlage Marie Stumpe

- Auf dem Friedhof ruhen in einer gepflegten Kriegsgräberstätte in der Nähe der Kapelle 18 deutsche Soldaten des Zweiten Weltkrieges, darunter vier Unbekannte, die im April 1945 bei den Kämpfen in diesem Raum gefallen sind, sowie ein polnischer Zwangsarbeiter und ein deutscher ziviler Bürger in der Friedhofsfläche.[6]